# Sigmatineurum parenti
Sigmatineurum parenti är en tvåvingeart som beskrevs av Neal L. Evenhuis 1997. Sigmatineurum parenti ingår i släktet Sigmatineurum och familjen styltflugor. Inga underarter finns listade i Catalogue of Life.